# Emile Severeyns
Emile Severeyns (né le 28 août 1931 à Schoten et mort le 30 novembre 1979 à Anvers) est un coureur cycliste belge. Professionnel de 1953 à 1971, il a notamment remporté 26 courses de six jours.

## Palmarès sur piste

### Six Jours
- 1955
  - Six Jours de Bruxelles (avec Rik Van Steenbergen)
  - Six Jours de Gand (avec Rik Van Steenbergen)
  - 3e du championnat de Belgique de course à l'américaine (avec Paul Depaepe)
- 1956
  - Six Jours de Dortmund (avec Rik Van Steenbergen)
  - Six Jours de Bruxelles (avec Rik Van Steenbergen)
  - 2e des Six Jours d'Anvers (avec Arsène Rijckaert et Rik Van Steenbergen)
  - 2e des Six Jours de Gand (avec Rik Van Steenbergen)
- 1957
  - Six Jours de Berlin (avec Rik Van Steenbergen)
  - 2e des Six Jours de Zurich (avec Rik Van Steenbergen)
  - 3e des Six Jours d'Anvers (avec Rik Van Steenbergen et Willy Vannitsen)
  - 3e des Six Jours de Bruxelles (avec Rik Van Steenbergen)
- 1958
  -  Champion d'Europe de course à l'américaine (avec Rik Van Steenbergen)
  - Six Jours d'Anvers (avec Rik Van Steenbergen et Reginald Arnold)
  - Six Jours de Bruxelles (avec Rik Van Steenbergen)
  - Six Jours de Copenhague (avec Rik Van Steenbergen)
  - Six Jours de Francfort (avec Rik Van Steenbergen)
  - 2e des Six Jours de Gand (avec Rik Van Steenbergen)
  - 2e des Six Jours de Zurich (avec Rik Van Steenbergen)
  - 2e des Six Jours de Berlin (avec Rik Van Steenbergen)
- 1959
  -  Champion d'Europe de course à l'américaine (avec Rik Van Steenbergen)
  - Six Jours de Zurich (avec Rik Van Steenbergen)
  - 2e des Six Jours de Zurich (avec Rik Van Steenbergen)
  - 2e des Six Jours de Bruxelles (avec Rik Van Steenbergen)
  - 2e des Six Jours de Copenhague (avec Rik Van Steenbergen)
  - 2e des Six Jours de Berlin (avec Rik Van Steenbergen)
  - 3e des Six Jours d'Anvers (avec Rik Van Steenbergen)
- 1960
  -  Champion d'Europe de course à l'américaine (avec Rik Van Steenbergen)
  - Six Jours d'Aarhus (avec Rik Van Steenbergen)
  - Six Jours de Bruxelles (avec Rik Van Steenbergen)
  - Six Jours de Copenhague (avec Rik Van Steenbergen)
  - 2e des Six Jours d'Anvers (avec Leo Proost et Rik Van Steenbergen)
  - 2e des Six Jours de Gand (avec Rik Van Steenbergen)
- 1961
  -  Champion d'Europe de course à l'américaine (avec Rik Van Steenbergen)
  -  Champion de Belgique de course à l'américaine (avec Rik Van Steenbergen)
  - Six Jours de Zurich (avec Rik Van Steenbergen)
  - Six Jours de Dortmund (avec Rik Van Steenbergen)
  - 2e des Six Jours de Cologne (avec Rik Van Steenbergen)
  - 2e des Six Jours de Gand (avec Rik Van Steenbergen)
  - 2e des Six Jours de Bruxelles (avec Rik Van Steenbergen)
  - 2e des Six Jours d'Anvers (avec Gilbert Maes et Rik Van Steenbergen)
  - 3e des Six Jours d'Aarhus (avec Rik Van Steenbergen)
  - 3e des Six Jours de Berlin (avec Rik Van Steenbergen)
- 1962
  -  Champion de Belgique de course à l'américaine (avec Rik Van Steenbergen)
  - Six Jours de Zurich (avec Rik Van Steenbergen)
  - Six Jours de Cologne (avec Rik Van Steenbergen)
  - Six Jours de Milan (avec Rik Van Steenbergen)
  - 2e des Six Jours d'Anvers (avec Palle Lykke et Rik Van Steenbergen)
  - 3e du championnat d'Europe de course à l'américaine (avec Rik Van Steenbergen)
  - 3e des Six Jours de Berlin I (avec Rik Van Steenbergen)
  - 3e des Six Jours de Berlin II (avec Rik Van Steenbergen)
  - 3e des Six Jours de Bruxelles (avec Emile Daems)
- 1963
  - 3e du championnat d'Europe de course à l'américaine (avec Reginald Arnold)
- 1964
  - Six Jours de Montréal (avec Palle Lykke)
  - Six Jours de Québec (avec Lucien Gillen)
  - 2e du championnat de Belgique de course à l'américaine (avec Rik Van Steenbergen) 
  - 2e des Six Jours de Zurich (avec Rik Van Steenbergen)
- 1965
  - Six Jours de Toronto (avec Rik Van Steenbergen)
  - Six Jours de Québec (avec Rik Van Steenbergen)
  - 2e du championnat d'Europe de course à l'américaine (avec Rik Van Steenbergen)
  - 3e des Six Jours de Gand (avec Rik Van Steenbergen)
- 1966
  - Six Jours de Madrid (avec Walter Godefroot)
  - Six Jours de Montréal II (avec Palle Lykke)
  - 3e du championnat de Belgique de course à l'américaine (avec Robert Lelangue)
  - 5e du championnat d'Europe de course à l'américaine I (avec Edward Sels)
  - 5e du championnat d'Europe de course à l'américaine II (avec Walter Godefroot)
- 1967
  - Six Jours de Montréal I (avec Patrick Sercu)
  - 2e du championnat de Belgique de course à l'américaine (avec Gilbert Maes)
  - 3e des Six Jours d'Anvers (avec Leo Proost et Tom Simpson)
- 1968
  - Six Jours d'Anvers (avec Sigi Renz et Theo Verschueren)
  - 2e du championnat de Belgique de course à l'américaine (avec Gilbert Maes)
  - 6e du championnat d'Europe de course à l'américaine II (avec Gerard Koel)
- 1969
  - 2e du championnat de Belgique de course à l'américaine (avec Julien Stevens)
  - 3e des Six Jours d'Anvers (avec Sigi Renz et Theo Verschueren)
- 1970
  - 3e du championnat de Belgique de course à l'américaine (avec Paul Crapez)

### Courses sur piste
- 1958
  - Prix Hourlier-Comès (avec Rik Van Steenbergen)

## Palmarès sur route

### Par année
- 1958
  - 2e du Tour d'Hesbaye
- 1962
  - Tour des onze villes

### Résultats sur les grands tours

#### Tour d'Italie
- 1954 : abandon

#### Tour d'Espagne
1 participation
- 1956 : abandon (1re étape)